# Vittorio Alfieri (destroyer)
Pour les articles homonymes, voir Vittorio Alfieri et Alfieri.
Le Vittorio Alfieri (fanion « AF ») était un destroyer italien de la classe Oriani lancé en 1936 pour la Marine royale italienne (en italien : Regia Marina). 

## Conception et description
Les destroyers de la classe Oriani sont des versions légèrement améliorées de la classe Maestrale. Leur longueur entre perpendiculaires est de 101,6 mètres et leur longueur totale de 106,7 mètres. Les navires avaient une largeur de 10,15 mètres et un tirant d'eau moyen de 3,15 mètres et de 4,3 mètres à pleine charge. Ils  déplaçaient 1 700-1 750 tonnes à charge normale, et 2 400-2 450 tonnes à pleine charge. Leur effectif en temps de guerre était de 206 officiers et hommes de troupe.
Les Oriani étaient propulsés par deux turbines à vapeur à engrenages Parsons, chacune entraînant un arbre d'hélice à l'aide de la vapeur fournie par trois chaudières Thornycroft. Conçus pour une puissance maximale de 48 000 chevaux-vapeur (36 000 kW) et une vitesse de 32-33 nœuds (59-61 km/h) en service, les navires ont atteint des vitesses de 38-39 nœuds (70-72 km/h) pendant leurs essais en mer alors qu'ils étaient légèrement chargés. Ils transportaient suffisamment de mazout pour avoir une autonomie de 2 600 à 2 800 milles nautiques (4 800 à 5 200 km) à une vitesse de 18 nœuds (33 km/h) et de 690 milles nautiques (1 280 km) à une vitesse de 33 nœuds (61 km/h).
Leur batterie principale se composait de quatre canons de 120 millimètres calibre 50 dans deux tourelles jumelées, une à l'avant et une à l'arrière de la superstructure. Au milieu du navire se trouvait une paire de canons à obus éclairants de 120 millimètres de calibre 15. La défense antiaérienne des navires de la classe Oriani était assurée par quatre mitrailleuses de 13,2 millimètres Breda Model 1931. Les navires étaient équipés de six tubes lance-torpilles de 533 millimètres dans deux supports triples au milieu du navire. Bien qu'ils ne soient pas dotés d'un système de sonar pour la lutte anti-sous-marine, ils sont équipés d'une paire de lanceurs de grenades sous-marines. Les navires peuvent transporter 56 mines.

## Construction et mise en service
Le Vittorio Alfieri est construit par le chantier naval Cantiere navale fratelli Orlando de Livourne en Italie, et mis sur cale le 4 avril 1935. Il est lancé le 20 décembre 1936 et est achevé et mis en service le 1er décembre 1937. Il est commissionné le même jour dans la Regia Marina.

## Histoire du service
Lors de l'entrée de l'Italie dans la Seconde Guerre mondiale, le Vittorio Alfieri est sous le commandement du Capitaine de vaisseau (Capitano di vascello) Lorenzo Daretti et à la tête du IXe escadron de destroyers, formé avec ses navires-jumeaux (sister ships) (Oriani, Gioberti et Giosuè Carducci..
À deux heures de la nuit du 12 juin 1940, il quitte Tarente avec ses navires-jumeaux, la Ire division (croiseurs lourds Zara, Fiume et Gorizia), la VIIIe division (croiseurs légers Duca degli Abruzzi et Garibaldi) et le XVIe escadron de destroyers (da Recco, Pessagno, Usodimare) pour patrouiller dans la mer Ionienne.
Le 2 juillet, avec ses navires-jumeaux, la Ire division (Zara, Fiume, Gorizia), les croiseurs légers Bande Nere et Colleoni et le Xe escadron de destroyers (Maestrale, Grecale, Libeccio, Scirocco) fait partie de l'escorte indirecte d'un convoi qui revient de Libye (formé par les transports de troupes Esperia et Victoria, escortés par les torpilleurs Procione, Orsa, Orione et Pegaso, sur la route Tripoli-Naples).
Le 7 juillet, dans l'après-midi, il appareille avec ses navires-jumeaux et le reste de la IIe escadre navale - le croiseur lourd Pola, les Ire, IIe, IIIe et VIIe division de croiseurs pour 11 unités au total et les Xe, XIe, XIIe et XIIIe escadron de destroyers - qui rejoignent ensuite la Ire escadre et livrent la bataille de Punta Stilo le 9 juillet. Lors de la retraite de la flotte italienne au cours de cette bataille, le IXe escadron est le premier escadron de destroyers, parmi ceux envoyés à l'attaque à la torpille, à lancer ses propres torpilles - cinq en tout, sur 13 500 mètres - mais sans toucher les navires ennemis. Pendant sa retraite, le IXe escadron est pris pour cible par des croiseurs et des destroyers ennemis et le Alfieri est aveuglé par un obus, mais subit des dommages très mineurs,.
Entre le 30 juillet et le 1er août, il assure l'escorte indirecte - avec ses navires-jumeaux - des croiseurs Pola, Zara, Fiume, Gorizia, Trento, Da Barbiano, Alberto di Giussano, Eugenio di Savoia, Duca degli Abruzzi, Attendolo, Montecuccoli et les XIIe, XIIIe et XVe escadron de destroyers pour un total de 11 unités - à deux convois pour la Libye, qui voient en mer un total de 10 marchands, 4 destroyers et 12 torpilleurs.
Vers midi le 27 novembre, il quitte Naples avec le Pola, la 1re Division (Fiume et Gorizia) et les autres destroyers du IXe escadron, participant ainsi à la peu concluante bataille du cap Teulada. Au début de la bataille, le Alfieri est l'une des premières unités italiennes à apercevoir la flotte ennemie, lançant, à 12h16, le signal de découverte relatif à un cuirassé avec trois croiseurs,.
En décembre 1940, il participe - avec le Carducci et le Gioberti - au bombardement des positions côtières de l'Albanie et de la Grèce pour soutenir les opérations du Regio Esercito dans ces territoires..
Le 6 janvier 1941, avec le Carducci, le Gioberti, le destroyer Fulmine (temporairement détaché au IXe escadron) et les torpilleurs du XIVe escadron (Partenope, Pallade, Altair, Andromeda), bombardent les troupes grecques stationnées à Porto Palermo (Albanie),.

### La bataille du Cap Matapan
Le 26 mars à 11 heures du matin, le Alfieri quitte Tarente sous le commandement du capitaine de vaisseau (Capitano di vascello) Salvatore Toscano, qui prend la relève de son second Lorenzo Daretti. Le reste du groupe de combat est composé par les unités jumelles et par la Ire division (Zara, Pola, Fiume). Ils rejoignent ensuite la formation navale - cuirassé Vittorio Veneto, le IIIe division de croiseurs  (Trento, Trieste, Bolzano) et le VIIIe division de croiseurs  (Garibaldi et Duca degli Abruzzi), le XIIIe escadron de destroyers (Granatiere, Bersagliere, Fuciliere, Alpino),le XVIe escadron de destroyers (Da Recco, Pessagno), le XIIe escadron de destroyers (Corazziere, Carabiniere, Ascari) - qui a été affectée à l'opération " Gaudo ", qui s'est ensuite soldée par la bataille du Cap Matapan.
Dans la soirée du 28 mars, le Pola est touché par une torpille aérienne pendant les premières phases de la bataille et immobilisé. Sur ordre de l'amiral Angelo Iachino, commandant de l'escadrille italienne, toute la Ire division et le IXe escadron sont envoyées pour porter secours au croiseur immobilisé. Lorsque, à 22h27, les navires arrivent à proximité du Pola, ils sont surpris par les cuirassés britanniques HMS Barham (04), HMS Valiant (02) et HMS Warspite (03) qui les canonnent avec leur artillerie. Le Zara, le Fiume, le Carducci et plus tard le Pola sont coulés (torpillés par des destroyers britanniques)),. Au début du combat, le Alfieri - qui est la troisième unité de la rangée, précédée par le Fiume et suivie par le Gioberti, et, en tant que chef d'escadron, le premier de la rangée de destroyers - est touché à plusieurs reprises par des obus tirés par les cuirassés ennemis, subissant de graves dommages et étant immobilisé. Malgré cela, c'est la seule unité italienne capable de riposter. L'unité avant de 120 mm, bien qu'ayant reçu l'ordre d'abandonner le navire, tire quatre salves. Pour cette raison, la médaille de bronze de la valeur militaire est attribuée au canonnier Rocco Rizzi, numéro de série 31530. Un groupe de survivants, dirigé par le lieutenant de vaisseau (tenente di vascello) Vito Sansonetti, tire deux ou trois torpilles sur un destroyer ennemi, mais ne réussit pas à atteindre la cible,. Réduit à l'état d'épave en feu, le Alfieri est achevé par le destroyer australien HMAS Stuart (D00). Touché par une torpille, il explose et à 23h30, il coule entraînant avec lui la plupart de l'équipage, y compris le commandant Toscano, qui refuse de quitter son navire. Pour cette raison, l'officier a reçu la médaille d'or de la valeur militaire,,. La même décoration est décernée au capitaine du génie naval Giorgio Modugno, qui, après s'être battu avec acharnement, échappe au naufrage du navire. Lorsqu'il atteint un radeau, il refuse d'y monter pour donner la priorité aux nombreux blessés, et à la fin, épuisé, il disparaît dans la mer. Sept autres membres de l'équipage ont reçu la médaille d'argent ou de bronze.
Parmi les survivants du naufrage, 23 sont secourus, et faits prisonniers, par les navires britanniques. Les autres, en partie dans l'eau et en partie à bord de radeaux, sont restés en mer pendant plusieurs jours et ont été tués pour la plupart par le froid, la faim, la soif, les blessures et la folie.
Le 31 mars à 21 heures, le navire-hôpital Gradisca, envoyé pour secourir les survivants des navires coulés dans la bataille, entend des cris et aperçoit peu après un radeau à la position géographique de 35° 41′ N, 21° 11′ E, duquel il récupère quatre survivants du Alfieri. Ceux-ci affirment que dans la même zone se trouvent d'autres naufragés. À partir de 5h25, le 1er avril, 18 radeaux se succèdent, à partir desquels d'autres groupes de survivants du Alfieri et (pour la grande majorité) du Fiume sont secourus, soit un total de 118 hommes.
En tout, sur les 257 hommes qui composaient l'équipage du Alfieri, 211 sont morts ou disparus, 23 sont faits prisonniers et le même nombre est sauvé de la Gradisca,,,.
Le Alfieri avait effectué un total de 35 missions de guerre (8 avec des forces navales, 3 de bombardement contre la côte, 4 d'escorte de convois, 5 d'entraînement et 15 d'autres types), couvrant un total de 16 710 milles nautiques (30 946 km) et passant 26 jours en mission.

### Commandement
Commandants
- Capitaine de vaisseau (Capitano di vascello) Lorenzo Daretti (né à Ancône le 23 octobre 1896) (10 juin 1940 - 9 mars 1941)
- Capitaine de vaisseau (Capitano di vascello) Salvatore Toscano (né à Imola le 5 juillet 1897) (+) (10 - 28 mars 1941)